# Mark Leonard (director)
Mark Leonard (Reino Unido, 1974) es un científico político británico y escritor. Es el director  del Consejo europeo de Relaciones Exteriores (ECFR), el cual fue creado en 2007. Es hijo de Dick Leonard, el escritor y periodista, e Irène Heidelberger-Leonard, una profesora de literatura alemana. Ha escrito diferentes artículos y publicaciones para Proyecto Syndicate, una organización de medios de comunicación internacional, desde entonces 2004.

## Trayectoria
Leonard fue alumno en la Escuela europea, Bruselas I donde se graduó con un Bachillerato europeo. Leonard se graduó en la Universidad Gonville y Caius de Cambridge, en ciencias sociales y políticas. Fue presidente  de la Organización de Alumnado Laboral de Cambridge (ahora el Cambridge Universidades Club Laboral) de 1994 a 1995.
Leonard está especializado en geopolítica y geoeconomía, relaciones internacionales de la Unión Europea, China y Rusia. Investiga la política exterior del Reino Unido y la diplomacia pública. Fue cofundador en octubre de 2007 y es director del Consejo Europeo de Relaciones Exteriores, un grupo de expertos paneuropeo en políticas e instituciones de la UE y geopolítica con países asiáticos como China. 
Leonard fundó el Consejo europeo de Relaciones Exteriores (ECFR) en octubre de 2007, y actualmente es director ejecutivo. Modera el podcast semanal "El mundo de Mark Leonards en 30 minutos" y escribe una columna sindicada sobre asuntos globales para Project Syndicate. Anteriormente, trabajó como director de política exterior en el Centro para la Reforma Europea y como director del Centro de Política Exterior, un grupo de expertos que fundó a la edad de 24 años bajo el patrocinio del ex primer ministro británico Tony Blair. En la década de 1990, Leonard trabajó para el grupo de expertos Demos, donde a su informe Britain se relacionó con el lanzamiento de Cool Britannia. Mark estuvo en Washington D. C. como becario transatlántico en el German Marshall Fund de los Estados Unidos, y en Pekín como académico invitado en la Academia China de Ciencias Sociales.
Reconocido como “Joven Líder Global” del Foro Económico Mundial, asesora a gobiernos, empresas y organizaciones internacionales sobre las tendencias geopolíticas del siglo XXI. Participa como orador en múltiples eventos, escribe artículos y publicaciones, es comentarista sobre temas globales como el futuro de Europa, la política interna de China y la práctica de la diplomacia y los negocios en un mundo en red. Sus ensayos han aparecido en publicaciones como Foreign Affairs, Financial Times, New York Times, Le Monde, Süddeutsche Zeitung, El País, Gazeta Wyborcza, Foreign Policy, The New Statesman, Daily Telegraph, The Economist, Time y Newsweek entre otros.
Leonard ha sido director de política exterior en el Centro para Reforma europea, y Centro de Política Extranjera. Fue presidente del Consejo de la Agenda Global sobre Geoeconomía del Foro Económico Mundial hasta 2016.
Entre sus publicaciones, el libro de título Por qué Europa Correrá el siglo XXI (en inglés, Why Europe will run the 21st Century) publicado en 2005 y traducido a 19 idiomas  su segundo libro, ¿Qué piensa China? (en inglés, What does China think?) que se publicó en 2008 y está traducido a 15 idiomas. Ha publicado un volumen editado sobre Connectivity Wars y trabaja sobre el mismo tema para una próxima publicación.

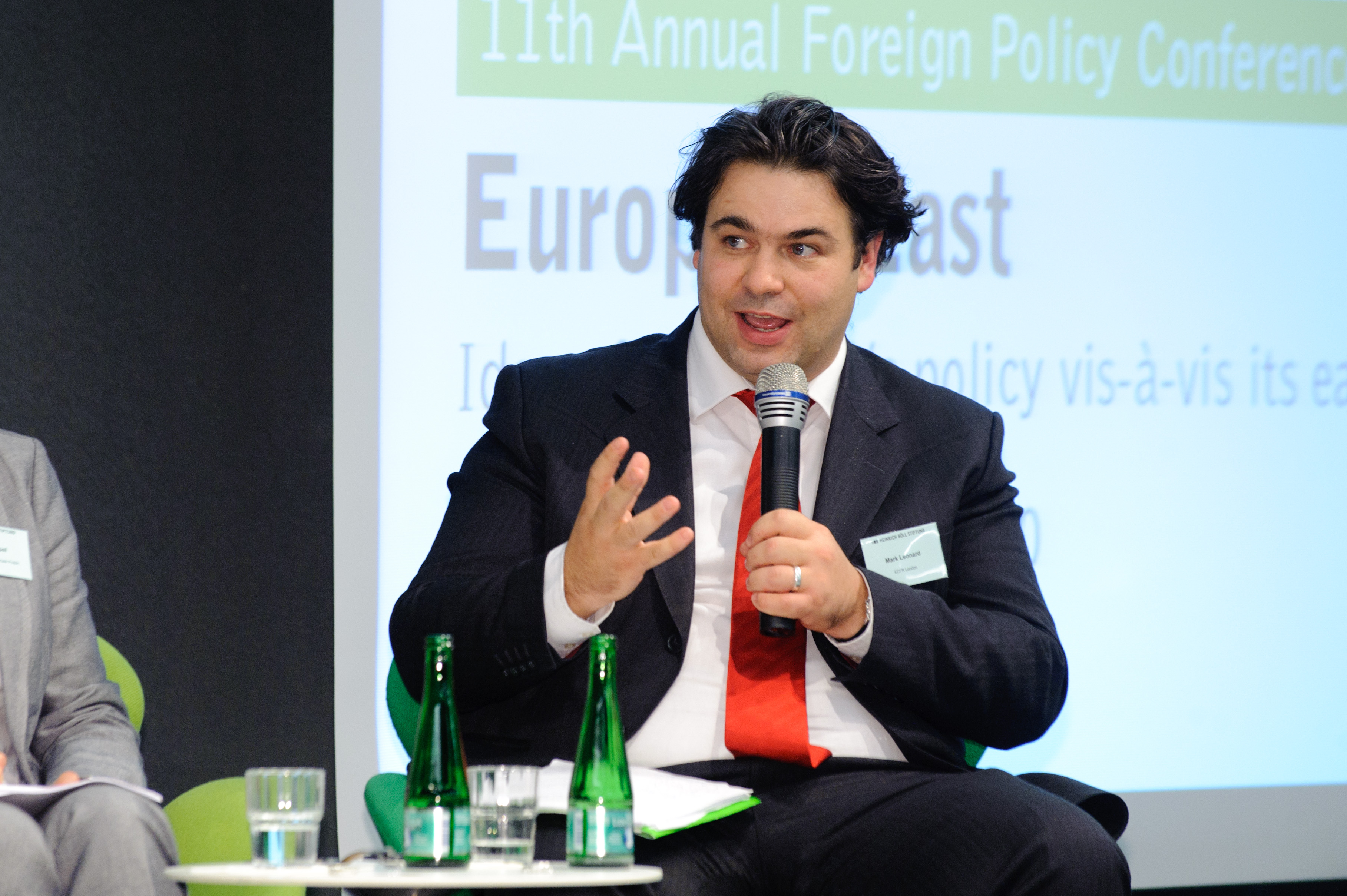
Mark Leonard, octubre de 2010

## Publicaciones seleccionadas
- 2005 Por qué Europa Correrá el siglo XXI[9]
- 2008 ¿Qué piensa China?[10]